# Phyzelaphryne
Phyzelaphryne – rodzaj płazów bezogonowych z podrodziny Phyzelaphryninae w rodzinie Eleutherodactylidae.

## Zasięg występowania
Rodzaj obejmuje gatunki występujące w dorzeczu południowej Amazonki w zlewni rzek Madeira i Tapajós w Brazylii i prawdopodobnie w przyległej Boliwii.

## Systematyka

### Etymologia
Phyzelaphryne: gr. φυζαλεος phuzaleos „bojaźliwy, płochliwy”; φρυνη phrunē, φρυνης phrunēs „ropucha”.

### Podział systematyczny
Do rodzaju należą następujące gatunki:
- Phyzelaphryne miriamae Heyer, 1977
- Phyzelaphryne nimio Simões, Costa, Rojas-Runjaic, Gagliardi-Urrutia, Sturaro, Peloso & Castroviejo-Fisher, 2018